# Orthoessigsäuretriethylester
Orthoessigsäuretriethylester ist eine chemische Verbindung aus der Gruppe der Orthoester. Es ist das Diethylacetal von Ethylacetat.

## Gewinnung und Darstellung
Orthoessigsäuretriethylester kann durch Reaktion von Ethyl-1,1-diazidoethylether mit Natriumethoxid oder Ethoxyacetylen mit ethanolischem Natriumethoxid gewonnen werden.

## Eigenschaften
Orthoessigsäuretriethylester ist eine farblose Flüssigkeit, die säurekatalysiert in Wasser zu Essigsäure und Ethanol hydrolysiert. Die Verbindung ist unter basischen Bedingungen stabil.

## Verwendung
Orthoessigsäuretriethylester wird bei organischen Synthesen als wasserentziehendes Mittel verwendet. Darüber hinaus kann die Verbindung als Reaktant bei der Johnson-Claisen-Umlagerung eingesetzt werden.
Orthoessigsäuretriethylester  wird zur Veresterung von Sulfonsäuren und Carbonsäuren verwendet und ist dabei effektiver als Triethylorthoformiat.
Durch die Umsetzung von Orthoessigsäuretriethylester mit  1,2-Diolen erhält man Orthoester mit einer 1,3-Dioxolan-Struktur, die beispielsweise zu Epoxiden umgewandelt werden können.